# 인도금색도마뱀붙이
인도금색도마뱀붙이(Calodactylodes aureus)는 인디아 골든 게코(Indian golden gecko), 베돔 골든 게코(Beddome's golden gecko)라고 불리며, 동고츠산맥에만 서식한다고 알려진 도마뱀붙이류의 일종이다. 최초로 기술된 지 100년 후에, 오늘날 티루파티(:en:Tirupati, Andhra Pradesh) 근방의 언덕에서 재발견되었다.

## 형태

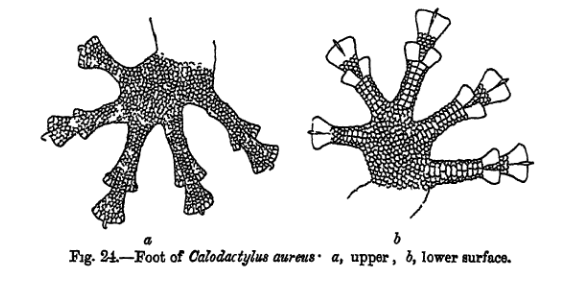
"아름다운 손가락"이라는 뜻의 학명 Calodactylus 의 유래가 된 발가락의 삽화

발가락은 밑동이 가늘고, 물갈퀴가 없으며, 빨판은 직사각형이고, 끝부분에 피부가 끝에 양 옆으로 한 쌍, 바로 뒤에 한 쌍이 사다리꼴로 늘어나 장식판을 이루고, 밑부분은 세로홈으로 나뉘는 두 줄의 빨판이 나있다; 모든 발가락에 발톱이 나있고, 발톱 퇴축부(retractile)는 끝부분의 장식판 사이에 있다; 안쪽 발가락에는 두 번째 장식판이 없다. 몸뚱이는 작고 오돌토돌한 비늘로 덮여있으며, 중간중간 결절이 나있다; 복부의 비늘은 병치되어있다. 동공은 수직으로 찢어져있고, 항문전공이나 대퇴공은 존재하지 않는다.

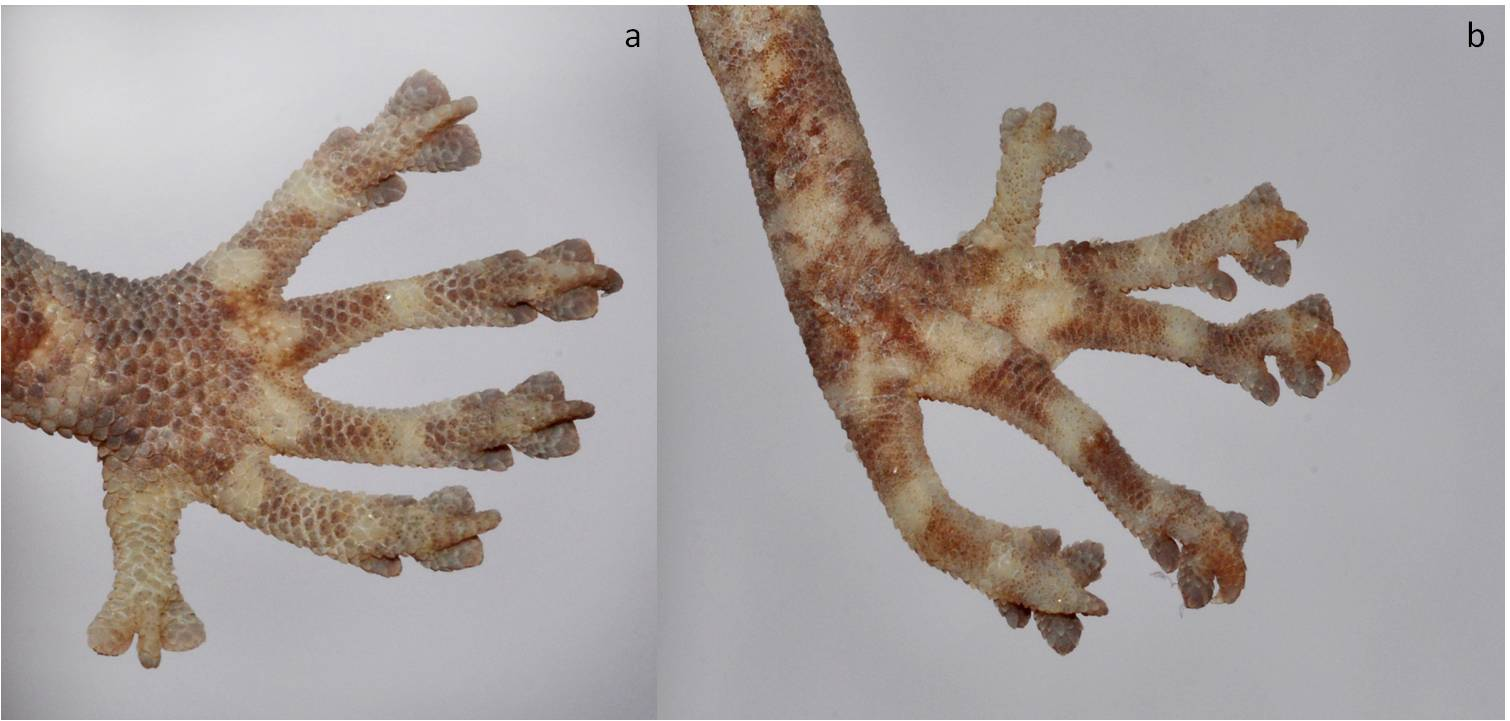
위에서 본 앞뒷발

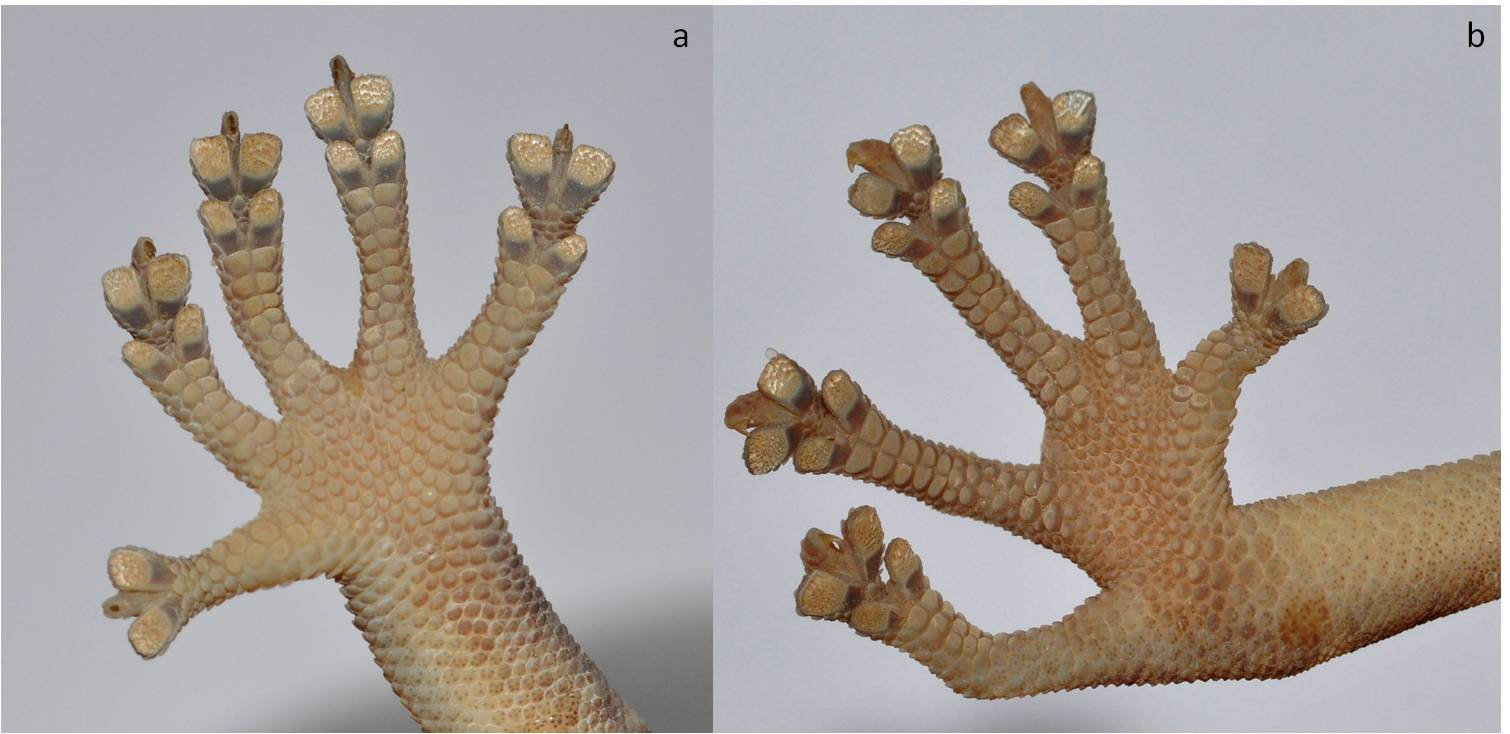
밑에서 본 앞뒷발

머리는 크고 달걀형이며, 목과 뚜렷이 구별된다; 크고 둥그스름한 안와상돌출선(supraorbital ridge), 안각돌출선(canthal ridge)이 존재한다; 움푹 들어간 곳이 다섯 군데, 한 개의 미간비늘(:en:frontal scale), 두 개의 코뒷비늘(Postnasal scale), 두 개의 눈코사이(en:lore)비늘(loreal scale)이 나있다; 주둥이는 눈과 귓구멍 사이 간격보다 길어서, 안와의 지름의 1.3배에 달한다; 귓구멍은 수직으로 뚫려있으며 지름은 눈의 반에 달한다. 몸은 크게 쳐지지 않았다. 사지는 길고 가늘다. 발가락의 장식부의 길이는 눈의 반지름과 비슷하다. 머리는 굉장히 작은 오톨도톨한 비늘로 덮혀있으며, 안각(en:canthus) 돌출선 부위의 비늘이 제일 크다; 주둥이비늘(Rostral Scale)은 사각형꼴이고, 너비가 높이의 두 배에 달하며, 뒷부분의 경계는 오목하다; 콧구멍은 주둥이비늘, 첫 번째 윗입술비늘(first upper labial scale), 세 코비늘(Nasal scale) 사이에 뚫려있다; 각각 12-13개의 윗입술비늘, 아랫입술비늘이 돋아난다; 턱비늘(mental scale)은 인접한 입술비늘 이하의 크기를 갖는다; 일반적인 형태의 턱큰비늘(chin-shield)은 없지만, 작은 다각형의 비늘들이 목으로 갈수록 점점 자잘해진다. 등은 자잘하고 오톨도톨한 비늘로 덮여있다; 등에는 부드럽고 둥글고 큰 결절이 드문드문 흩어져나있으며, 거의 복부비늘만큼이나 크다; 복부비늘은 평평하고 부드러우며 사각형이고 병치되어있으며 벽을 이루는 벽돌처럼 배열되어있다. 꼬리는 길고 원통형이며 상당히 가늘고 사각형 비늘로 덮여있는데 밑부분의 비늘이 훨씬 크다. 등은 백갈색 바탕에, 갈색의 반점이나 벌레먹은 무늬가 나있고, 밑부분은 흰색이다.
주둥이부터 항문까지 3.5 in (8.9 cm), 꼬리까지 3.2 in (8.1 cm)이다.

## 분포와 서식지
인도 동고츠산맥의 바위가 널린 지역에 분포하며, Tirupati Hills의 어둡고 그늘진 협곡의 바위 사이에서 발견된다.(fide M.A. Smith 1935).

## 번식
성숙한 암컷들은 물 근처나 습한 구역에 300개 이상의 알을 공동으로 낳는다.

## 참고 문헌
- Das I. 2002. A Photographic Guide to Snakes and Other Reptiles of India. Sanibel Island, Florida: Ralph Curtis Books. 144 pp. ISBN 0-88359-056-5. (Calodactylodes aureus, p. 85).
- Smith MA. 1935. The Fauna of British India, Including Ceylon and Burma. Reptilia and Amphibia. Vol. II.—Sauria. London: Secretary of State for India in Council. (Taylor and Francis, printers). xiii + 440 pp. + Plate I + 2 maps. (Calodactylodes aureus, pp. 78–79).